# Liste des épisodes de The Strain
Cet article présente la liste des épisodes de la série télévisée américaine The Strain.

## Panorama des saisons
| Saison | Saison | Épisodes | Diffusion       | Diffusion         |
| Saison | Saison | Épisodes | Début de saison | Fin de saison     |
| ------ | ------ | -------- | --------------- | ----------------- |
|        | 1      | 13       | 13 juillet 2014 | 5 octobre 2014    |
|        | 2      | 13       | 12 juillet 2015 | 4 octobre 2015    |
|        | 3      | 10       | 28 août 2016    | 30 octobre 2016   |
|        | 4      | 10       | 16 juillet 2017 | 17 septembre 2017 |

## Liste des épisodes

### Première saison (2014)
La première saison de The Strain a été diffusée du 13 juillet 2014 au 5 octobre 2014 sur FX aux États-Unis.
1. Nuit zéro (Night Zero)
2. Le Coffre (The Box)
3. Premiers symptômes (Gone Smooth)
4. Autopsie du chaos (It's Not for Everyone)
5. Fuir ou mourir (Runaways)
6. L'Éclipse (Occultation)
7. Pour bons et loyaux services (For Services Rendered)
8. Les Créatures de la nuit (Creatures of the Night)
9. Disparition (The Disappeared)
10. Les Êtres chair (Loved Ones)
11. Le Troisième rail (The Third Rail)
12. L'Extrême-onction (Last Rites)
13. Le Maître (The Master)

### Deuxième saison (2015)
La deuxième saison de The Strain a été diffusée du 12 juillet 2015 au 4 octobre 2015 sur FX aux États-Unis.
1. Brooklyn, New York (BK, NY)
2. À tout prix (By Any Means)
3. Le Fort de la résistance (Fort Defiance)
4. L'Ange d'argent (The Silver Angel)
5. Droit au but (Quick and Painless)
6. Transformation (Identity)
7. Le Gladiateur (The Born)
8. Les Intrus (Intruders)
9. L'Attaque de Red Hook (The Battle for Red Hook)
10. L'Assassin (The Assassin)
11. Sans issue (Dead End)
12. Crépuscule (Fallen Light)
13. Le Dernier voyage (Night Train)

### Troisième saison (2016)
La troisième saison de The Strain a été diffusée du 28 août 2016 au 30 octobre 2016 sur FX aux États-Unis.
1. New York vaincra (New York Strong)
2. Fluide Mortel (Bad White)
3. Le Destin de Quinlan (First Born)
4. Contre-Attaque (Gone But Not Forgotten)
5. Au bord de la folie (Madness)
6. La Bataille de Central Park (The Battle of Central Park)
7. La Nuit des traîtres (Collaborators)
8. Lumière Blanche (White Light)
9. Cause perdue (Do or Die)
10. Au bord de l'Abysse (The Fall)

### Quatrième saison (2017)
La quatrième saison de The Strain a été diffusée du 16 juillet 2017 au 17 septembre 2017 sur FX aux États-Unis.
1. Le Partenariat (The Worm Turns)
2. Camp de reproduction (The Blood Tax)
3. Une seule chance (One Shot)
4. Nouveaux horizons (New Horizons)
5. Dans le ventre de la bête (Belly of the Beast)
6. Amours et désamours (Tainted Love)
7. Ouroboros (Ouroboros)
8. Extraction (Extraction)
9. Le Traître (The Traitor)
10. Combat final (The Last Stand)